# Midsommarvaka

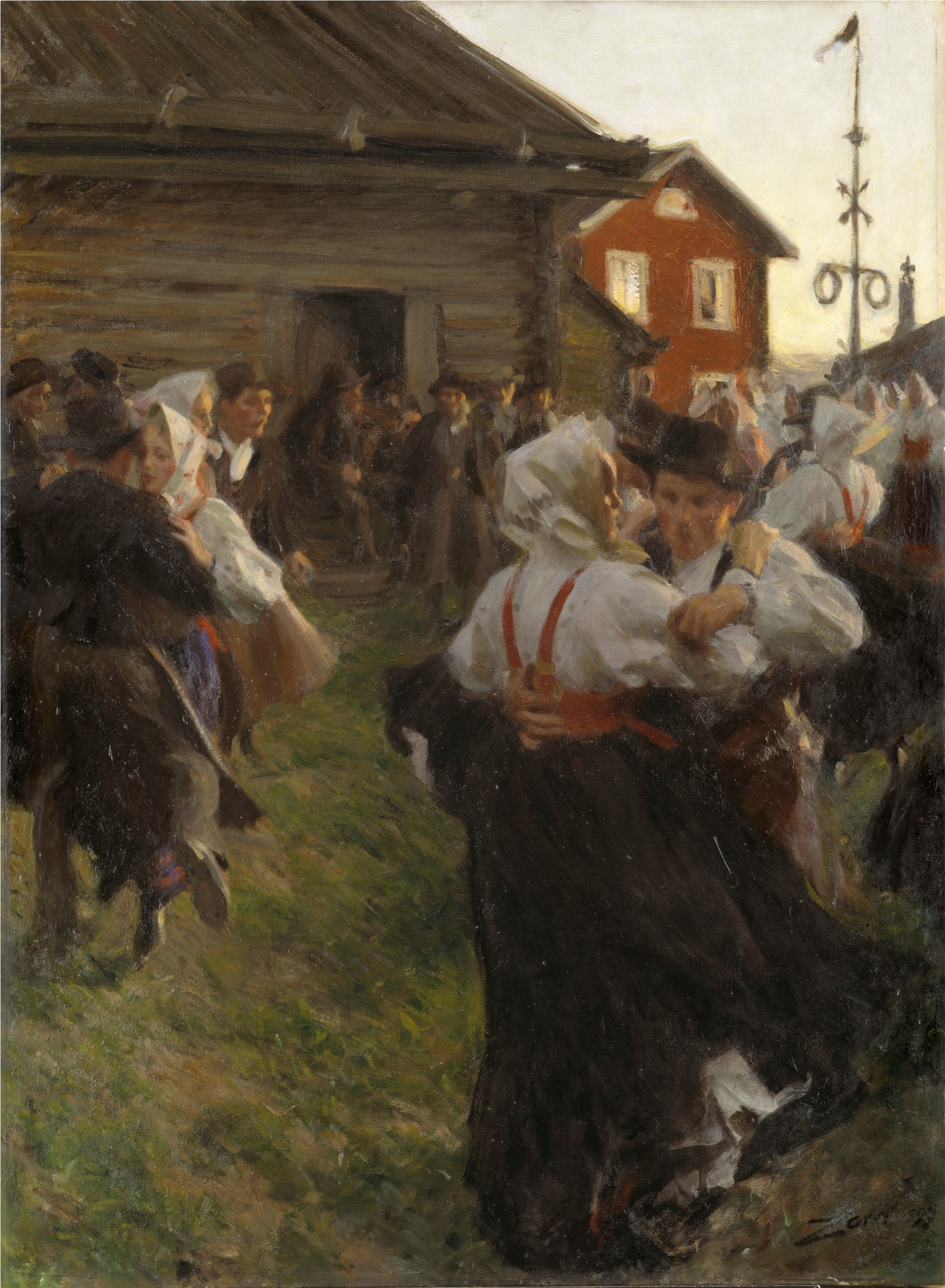
Anders Zorns Midsommardans från 1897 är en ofta refererad målning i samband med "Midsommarvaka".

Midsommarvaka, "Svensk Rapsodi nr 1 för stor orkester, op 19", är en rapsodi för orkester av den svenske tonsättaren Hugo Alfvén. "Midsommarvaka" komponerades under juli till oktober 1903. Stycket är Alfvén mest kända verk och internationellt ett av de mer välkända styckena inom svensk musik. Musiken är tillägnad Hugo Alfvéns bror Gösta Alfvén (född 1880).

## Tillkomst

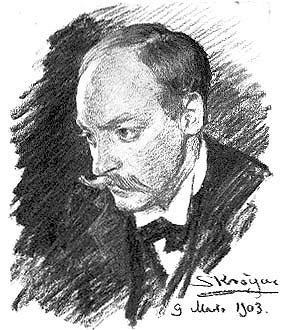
Porträtt föreställande Hugo Alfvén, tecknad av den danska konstnären Peder Severin Krøyer 1903, under Alfvéns besök i konstnärskolonin i Skagen då han komponerade merparten av "Midsommarvaka".

Större delen av "Midsommarvaka" komponerades av Alfvén under en sommarvistelse 1903 i Skagenmålarnas konstnärskoloni. Året innan hade han träffat den danska konstnären Marie Krøyer, som då fortfarande var gift med Søren Krøyer, men som han kom att gifta sig med 1912. Alfvén var själv amatörmålare och hade vid den här perioden börjat umgås med Anders Zorn.
Musiken i "Midsommarvaka" bygger delvis på teman som Alfvén hämtade från svensk folkmusiktradition. Han har själv, i texten Bondbröllop på Svartnö, beskrivit hur han inspirerats av dansmusiken under ett bröllop som han var gäst på 1894 på Svartnö nära Furusund i Stockholms norra skärgård. 
Musikslingor är hämtade från bland annat schottisen "Knäppdansen", "Pekdansen", "Jössehäradspolska", "Trindskallar är vi allihopa", "Vindarna sucka" av Ivar Hallström, samt "Trädskodans från Skåne"
Samma sommar som bröllopet ägde rum tecknade Alfvén ner 16 folkmusikmelodier, däribland de som nämns ovan. Alfvén lät drängen Erhard Lännman i Roslagen sjunga dem varefter Alfvén transponerade dem till tonarterna G- och D-dur. I ett brev skriver Alfvén om öppningsmelodin till Midsommarvaka: ”Jag har med andra ord icke användt låten i dess ursprungliga gestalt utan format om den efter min egen konstnärliga smak, givit den min rent personliga prägel.”

## Nationalromantik och nationalism
Att göra symfonisk bearbetning av folkmelodier var mycket populärt under nationalromantiken. Tidigare hade folkmusik setts som något provinsiellt, men med nationalismens framväxt i Sverige, och bland annat genom Rickard Dybecks "Du gamla du fria" så kom folklore att ses som ett nationellt uttryck. Men "Midnattsvaka", precis som många andra liknande konstnärliga uttryck inom nationalromantiken, var inte ämnad för landet, utan var ett uttryck för en urban nationalism, ämnad för storstadens konserthus. Stycket är en hyllning till det svenska lantlivet, men ur en stadsbos romantiserade synvinkel.

## Uruppförandet
Enligt Alfvéns memoarer skulle verket ha uruppförts i Hamburg under våren 1904 under Julius Spengel (1853–1936). Denna uppgift är förmodligen felaktig då uppgiften baseras på ett brev från 1906 där Alfvén nämner framgången med verket i Göteborg den 10 mars 1906. Uruppförandet ägde troligen rum på Kungliga Teatern i Stockholm, med Hovkapellet och Alfvén själv som dirigent den 10 maj 1904.
Snabbt vann verket stor uppskattning, även internationellt. I Chicago spelades "Midsommarvaka" första gången 1912 och i New York 1913. Uppgifter i en avräkning från Stim 1953 visar att verket även spelades i Kina, Japan, Indien och på Ceylon.

## Musiken
"Midsommarvaka" är en rapsodi för orkester och innehåller flera musikslingor med tydliga referenser till svenska folkmelodier. Stycket är visserligen vemodigt i vissa partier, men har i sin helhet en ljus och positiv stämning vilket skiljer den från det mesta som Alfvén gjort tidigare, som var mer i en introvert fin-de-siècle-tradition. För att vara en rapsodi är de olika melodierna ganska stramt sammanvävda, och berättar om en logdans en midsommarkväll med "ungdomar och äldre, brännvin och slagsmål, en månskenspromenad och en virvlande final".

## Versioner och inspelningar
I bearbetad form gjordes "Midsommarvaka" till baletten La Nuit de St Jean, koreograferad av Jean Börlin, och uruppförd i oktober 1920 av Les Ballets Suedois i Paris.
Den 7 oktober 1954 spelade Sveriges Radios symfoniorkester in "Midsommarvaka" med Hugo Alfvén själv som dirigent. Det var den första svenska inspelningen av seriös musik i stereo. Inspelningen gavs senare ut på LP-skivan Swedish Society Discofil..
"Midsommarvaka" var, i ett arrangemang av William Lind, under många år fram till 1984 signaturmelodi för Sveriges Radios utlandsprogram.
En melodislinga ur ”Midsommarvaka” var paus-/signaturmelodi för Radio Sorong på Nya Guinea. Radiostationen ägdes av ett holländskt oljebolag, verksamheten upphörde 1960. 

### Internationella inspelningar
Stycket har, under namnet "Swedish Rhapsody", även fått internationell spridning i populärmusiksammanhang, bland annat genom ett arrangemang av Percy Faith. Percy Faith gav 1953 ut en singel med "Swedish Rhapsody" på  A-sidan och "Song from Moulin Rouge" på B-sidan. Den senare låg på förstaplatsen på USA:s singellista. Samma år gavs en variant av "Swedish Rhapsody" ut av Mantovanis orkester, vilken som bäst låg tvåa på brittiska singeltopplistan. Även orkesterledaren Ray Martin gav ut en variant 1953 som låg som nummer fyra på brittiska singeltopplistan. 1956 gjorde Chet Atkins en variant av inledningsmelodin för elgitarr vilken gavs ut som första spår på hans album Finger Style Guitar, och blev en av Atkins mest välkända inspelningar. 
Ett tema från "Midsommarvaka" används i "Mah Nà Mah Nà", en italiensk hit från slutet av 1960-talet.  Under en konsert i Japan, med brittiska rockbandet Deep Purple spelar gitarristen Ritchie Blackmore inledningsmelodin ur "Midsommarvaka" under några sekunder i en version av deras låt "Lazy", som gavs ut på konsertalbumet Made in Japan 1972.